# Francisco Muñoz (ciclista)
Francisco Muñoz Llana (Oviedo, Asturias, 24 de junio de 2001) es un ciclista español que compite con el equipo Team Polti VisitMalta.

## Biografía
Francisco Muñoz nació en Oviedo, capital de Asturias. Sin embargo, pasó su infancia en Cataluña, donde participó en sus primeras competiciones ciclistas.
En 2019 finalizó noveno en el campeonato de España júnior (sub-19). Dos años más tarde, ganó tres veces en carreras autonómicas catalanas. Luego estuvo en la reserva del equipo EOLO-KOMETA. Buen pegador, ganó la clasificación final de la Copa de España Amateur en 2022. También quedó tercero en el Campeonato de España sub-21 en 2023.
Después de haber hecho prácticas allí, finalmente se hizo profesional en 2024 en el EOLO-KOMETA, que para ese año cambiaría su nombre por Team Polti Kometa. Su primer contrato duró dos temporadas. Debutó en la Challenge de Mallorca en enero. Unos días después continuó con la Vuelta a la Comunidad Valenciana, donde participó en una escapada en la primera etapa.

## Resultados en Grandes Vueltas
| Carrera | Carrera         | 2024  | 2025  |
| ------- | --------------- | ----- | ----- |
|         | Giro de Italia  | 122.º | 144.º |
|         | Tour de Francia | —     | —     |
|         | Vuelta a España | —     | —     |

—: no participa
Ab.: abandono

## Equipos
- EOLO-KOMETA (stagiaire) (2022)[4]
- EOLO-KOMETA (stagiaire) (2023)[4]
- Team Polti (2024-)
  - Team Polti Kometa (2024)
  - Team Polti VisitMalta (2025-)